# Eric Bischoff
Eric Aaron Bischoff  (nacido el 27 de mayo de 1955) es un empresario, productor, booker de lucha libre profesional y podcaster estadounidense, quien era más conocido por ser productor ejecutivo y más tarde presidente de la extinta WCW, así como mánager general del programa de la WWE Raw.
Con un trasfondo amateur de artes marciales, Bischoff ha sido luchador ocasional, y ha tenido en su poder el Campeonato Hardcore de la WCW. Escribió una autobiografía titulada Controversy Creates Cash lanzada en 2006 en WWE Books.

## Carrera

### American Wrestling Association (1986–1991)
Bischoff comenzó en la lucha libre profesional trabajando para la American Wrestling Association (AWA) con sede en Minneapolis, Minnesota en 1986 bajo la propiedad de Verne Gagne. En 1989, Bischoff se convertiría en entrevistador al aire y presentador de la AWA hasta que la empresa cerró en 1991. Al principio, Bischoff trabajó en el departamento de ventas en la programación sindicada de AWA y se convirtió en una personalidad al aire prácticamente por accidente y al principio. último minuto. Larry Nelson, quien en ese momento era empleado de la AWA como locutor, fue arrestado bajo sospecha de conducir ebrio.

### World Championship Wrestling (1991-2001)

#### Llegada y ascenso al poder (1991-1996)
Bischoff se unió a la World Championship Wrestling (WCW) a mediados de 1991, debutando en el evento The Great American Bash. Trabajando en un rol de locutor, Bischoff reportó al productor Tony Schiavone y al vicepresidente de transmisión de WCW, Jim Ross. En 1993, después de que el vicepresidente de operaciones Bill Watts renunciara a la empresa, Bischoff acudió al ejecutivo de TBS y al presidente de WCW, Bill Shaw, y al vicepresidente ejecutivo, Bob Dhue, para solicitar el puesto de productor ejecutivo. Ross y Schiavone parecían ser los dos principales candidatos, sin embargo, Bischoff fue contratado en lugar de Watts. Schiavone siguió siendo productor y comentarista hasta la desaparición de la compañía, pero a Ross se le concedió la liberación de WCW y se fue a trabajar para WWF. Inicialmente, Bischoff y Dhue trabajaron juntos, pero con frecuencia tuvieron enfrentamientos por la dirección de la WCW.
En 1994, Bischoff fue ascendido de Productor Ejecutivo a Vicepresidente Senior, poniéndolo a cargo de todo WCW. Convenció a los ejecutivos de Turner de financiar mejor a WCW para competir directamente con la WWF. Trasladó la producción de WCW a Disney-MGM Studios ubicado en Florida. Hulk Hogan, que estaba filmando un programa llamado Thunder in Paradise en Disney-MGM Studios, firmó más adelante un contrato con la WCW. Bischoff invirtió dinero en valores de producción y aumentó el número de PPV's desde siete hasta diez. Así mismo, daría inicio a WCW Monday Nitro, un programa emitido la noche de los lunes que iba directamente contra el programa insignia de WWF Monday Night Raw. Bischoff siguió ejerciendo de locutor en Nitro, llegando incluso a estropear regularmente los resultados de Raw (ya que en esos años el último programa no siempre se transmitía en vivo) para aumentar los índices de audiencia. Esto creó lo que se conoció entre los fanáticos como Monday Night Wars, ya que tanto WCW como WWF lucharon por quien atraía más personas, en el proceso, impulsaron un nuevo nivel de popularidad general para la lucha libre profesional. Estos cambios valieron la pena y, en 1995, WCW obtuvo ganancias por primera vez en la historia de la compañía. 

#### Inicio de las Monday Night Wars y creación de nWo (1996-1998)
En 1996, Bischoff fichó al luchador Scott Hall, quien era conocido en su etapa en la WWF como Razor Ramon. Dos semanas más tarde en Nitro, Hall se unió a su viejo colega de WWF Kevin Nash, anteriormente conocido como Diesel, para formar The Outsiders. Bischoff describió intencionalmente al dúo como "rebeldes de la WWF que no tenían contrato con la WCW". Para evitar acciones legales por parte de la empresa rival, Bischoff preguntó rotundamente si trabajaban para la WWF, a lo que tanto Hall como Nash negaron rotundamente. The Outsiders se expandieron y se convirtieron en el New World Order (nWo) cuando en julio de 1996, Hulk Hogan sorprendió a toda la fanáticada volviéndose heel por primera vez en su carrera y uniéndose al nWo.
New World Order fue descrito como una empresa rival que participa en una "adquisición hostil" de la WCW. La storyline se volvió más complejo, con una mezcla desde luchadores estelaristas, de mediana y baja cartelera, ejecutivos, árbitros, gerentes y hasta locutores involucrados en varias historias vinculadas con la batalla interna de poder WCW-nWo. Luego, WCW superó a WWF como la promoción de lucha libre número uno en los Estados Unidos con Nitro derrotando a Raw en los índices de audiencia por un amplio margen durante 83 semanas consecutivas. Durante esta era, Bischoff dejó su papel de comentarista y se unió al nWo como gerente. Sería aquí cuando empezó a ser conocido como "Eazy E", con un gimmick de empresario autoritario y narcisista como el jefe de nWo. 
En el verano de 1998, Bischoff presentó un segmento similar a Tonight Show en la programación de WCW con Miss Elizabeth. Ted DiBiase ha dicho en entrevistas que Bischoff originalmente lo contrató a él para ser el portavoz y patrocinador financiero de la nWo, pero cuando la nWo se estaba convirtiendo en una historia más destacada, Bischoff reemplazó a DiBiase como portavoz de la nWo.

#### Declive de la WCW (1998-2000)
Cuando la WWF cambió radicalmente su producto enfocándose en una audiencia TV-14, comenzó a centrarse en nuevas estrellas como Stone Cold Steve Austin, The Rock y Mick Foley, y el nacimiento de Mr. McMahon tras la Traición de Montreal, esto finalmente resultó en un ascenso de WWF. El 13 de abril de 1998, WWF puso fin al año y medio de WCW además de la guerra de ratings en medio de la llamada Attitude Era. A pesar de perder en los índices de audiencia, WCW continuó publicando fuertes calificaciones, asistencia y tasas de compra de PPV. En ese año, WCW construyó una de sus primeras superestrellas locales en Bill Goldberg, quien ganó el Campeonato Mundial Peso Pesado de WCW el 6 de julio.
A principios de 1999, Bischoff ascendió a Nash a jefe de reservas. A pesar de que Goldberg figuraba en la taquilla y realizó tres espectáculos en diciembre y enero que recaudaron casi un millón de dólares, se tomó la decisión de poner fin a la racha invicta que poseía y darle el campeonato mundial a Nash. El 4 de enero en Nitro, en el Georgia Dome, Nash dejó caer el cinturón ante Hogan, lo que sería un escándalo conocido por la prensa como Fingerpoke of Doom. En marzo, los índices de audiencia comenzaron a caer y WCW comenzó a experimentar una racha interminable de pérdidas.
A lo largo de 1999, Bischoff volvió a centrarse en estrellas envejecidas como los nWo, Sting, Diamond Dallas Page, Randy Savage, Roddy Piper y Sid Vicious. En un esfuerzo por mejorar los índices de audiencia, WCW también comenzó a centrarse en gran medida en varias celebridades como Master P, Chad Brock, Megadeth, Dennis Rodman y la banda Kiss. Uno de los últimos acuerdos que Bischoff estructuró fue un acuerdo con los miembros de Kiss para tener su propio gimmick conocido como The Kiss Demon.
A fines de año, WCW comenzó a perder alrededor de $5 millones al mes. La asistencia, las compras de eventos pago por visión y las calificaciones se redujeron significativamente. A causa de ello, finalmente se tomó la decisión de relevar a Bischoff del poder el 10 de septiembre de 1999.

#### Compra de WCW (2001)
El 11 de enero de 2001, cuando WCW lidiaba con importantes problemas financieros, Siegel aceptó la oferta de Bischoff para hacerse con la empresa.  Bischoff y Fusient retiraron brevemente su oferta cuando WWF hizo una investigación sobre WCW (debido a los términos de un acuerdo, WWF tenía derecho a ofertar por las propiedades de WCW, en caso de que alguna vez se liquidaran). Cuando Viacom (entonces emisora de WWF) se opuso por temor a un programa propiedad de WWF en una empresa rival, el consorcio Bischoff-Fusient firmó una nueva carta de intención.
Sin embargo, el nuevo jefe de TBS, Jamie Kellner, canceló toda la programación de WCW de sus cadenas de televisión. Kellner creía que la lucha libre profesional no se ajustaba a la demografía de TBS o TNT y que no sería favorable para que los anunciantes "adecuados" compraran tiempo de transmisión (aunque Thunder era el programa mejor calificado en TBS en ese momento). En el libro NITRO: The Incredible Rise and Inevitable Collapse of Ted Turner's WCWpor Guy Evans, se dice que una condición clave en el acuerdo de compra de WCW con Fusient era que este quería controlar los espacios de tiempo en las redes TNT y TBS, independientemente de si estos espacios mostrarían la programación de WCW o no. Esto influyó en la decisión de Kellner de cancelar finalmente la programación de la compañía. Sin una red en la que transmitir su programación, WCW era de poco valor para Fusient, cuya oferta dependía de poder continuar transmitiendo la programación de WCW en las redes de Turner. Bischoff declaró que "no tenía absolutamente ningún sentido para nosotros hacer el trato en esas circunstancias".
Con la programación de WCW cancelada y Viacom posteriormente sin objeciones, los activos clave de la compañía (biblioteca de cintas, marcas comerciales y contratos seleccionados) fueron comprados por el dueño de la WWF Vince McMahon en marzo de 2001 por un precio sustancialmente más bajo (aproximadamente US $ 3,5 millones) que lo que había sido ofrecido.

### World Wrestling Entertainment/WWE (2002-2007)

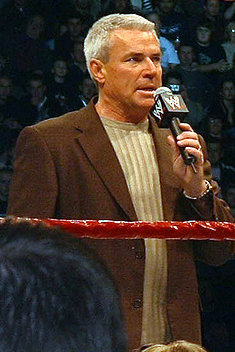
Bischoff como General Mánager de Raw en 2005.

#### General Mánager de Raw (2002-2005)
En mayo de 2002 cuando fue anunciada la separación de marcas, Vince McMahon anunció que Bischoff sería el General Mánager de RAW. Después de que Brock Lesnar dijera que no defendería más el Campeonato de la WWE, decidió crear el Campeonato Mundial Pesos Pesado, otorgándoselo a Triple H. En Survivor Series de ese año, Bischoff creó la mítica Elimination Chamber.
Después de WrestleMania XIX, comenzó un feudo con Stone Cold Steve Austin, debido a que le despidió. Sin embargo, fue readmitido y nombrado Co-Mánager General de RAW por Linda McMahon. Antes de Summerslam tuvo un feudo con Shane McMahon debido a insultar a su madre Linda. Ambos pelearon en Falls Count Anywhere Match en SummerSlam, "con victoria para Shane y Stone Cold Stunner" de Austin tras el combate. Ambos pactaron un 5 vs. 5 Survivor Series Match (Team Austin (Shawn Michaels, The Dudley boyz, Booker T y Rob Van Dam) vs. Team Bischoff (Randy Orton, Chris Jericho, Christian, Mark Henry y Scott Steiner)) a Eliminación en Survivor Series con las siguientes condiciones: Si el equipo de Austin ganaba, Austin podía atizar a cualquier miembro de RAW, pero si el equipo de Bischoff ganaba, Austin dejaba de ser Co-GM. Al final ganó el equipo de Bischoff obligando a Austin a dejar su puesto, eso si, no se fue sin atizar a Bischoff y a toda su seguridad.
Ya en 2004, Bischoff volvió a ser atizado por Austin en el propio Royal Rumble con una "Stunner" también llevándose de por medio al GM de SmackDown de ese momento, Paul Heyman. Al día siguiente, el ganador del Royal Rumble Match de ese año, Chris Benoit, declaró que no quería pelear en SmackDown! por el WWE Championship, así que se fue a RAW a pelear por el WWE World Heavyweight Championship de Triple H, adquirendo Bischoff a un futuro campeón, ya que ganó a Triple H y Shawn Michaels por el título en WrestleMania XX.
Durante el Draft de 2004, Triple H fue llevado a SmackDown!, pero Bischoff hizo un intercambio para llevar a The Game a RAW. Los cambios fueron Booker T y The Dudleys y se aprobó por el GM de SmackDown! Kurt Angle.
En octubre, Bischoff tuvo un feudo con Eugene hasta Taboo Tuesday, donde el perdedor se le sería rapada la cabeza y Bischoff perdió. Bischoff estuvo de baja poco después donde en Survivor Series se estableció una pelea a Eliminación (Team Orton (Randy Orton, Chris Benoit, Jericho y Maven) vs. Team Triple H (Triple H, Batista, Edge y Snitsky)) donde el equipo ganador tomaba el control de RAW durante las 4 semanas siguientes. Durante esas cuatro semanas, en un Triple Amenaza entre Benoit, Edge y Triple H el Campeonato de los Pesos pesados quedó vacante.
Bischoff, ya dado de alta, puso una Elimination Chamber match para coronar un nuevo campeón en New Year's Revolution ganando la pelea Triple H. Desde que John Cena llegó a RAW empezó un feudo con el tratando de convertir su estancia en Raw en un infierno. En octubre empezó un feudo con Teddy Long por la rivalidad SmackDown! vs. RAW donde se enfrentaron en Survivor Series la cual ganó Long. Después de aquello, Mr. McMahon lo despojo de su labor como GM de Raw, después fue atacado por Cena, y después McMahon lanzó a Bischoff a un camión de basura.

#### Etapa post-GM y despido (2005-2006)
Después sin tener ningún rol fue elegido en Cyber Sunday 2006 como el Réferi invitado en la pelea entre Rated RKO(Edge & Randy Orton) y DX(Shawn Michaels & Triple H) en la cual ganaron los primeros debido a que Bischoff permitió que Rated RKO hicieran trampa para ganar. Luego fue despedido el 5 de agosto de 2007. Tras esto ha tenido unas cuantas apariciones en RAW como face.

### Total Nonstop Action Wrestling (2009-2014)

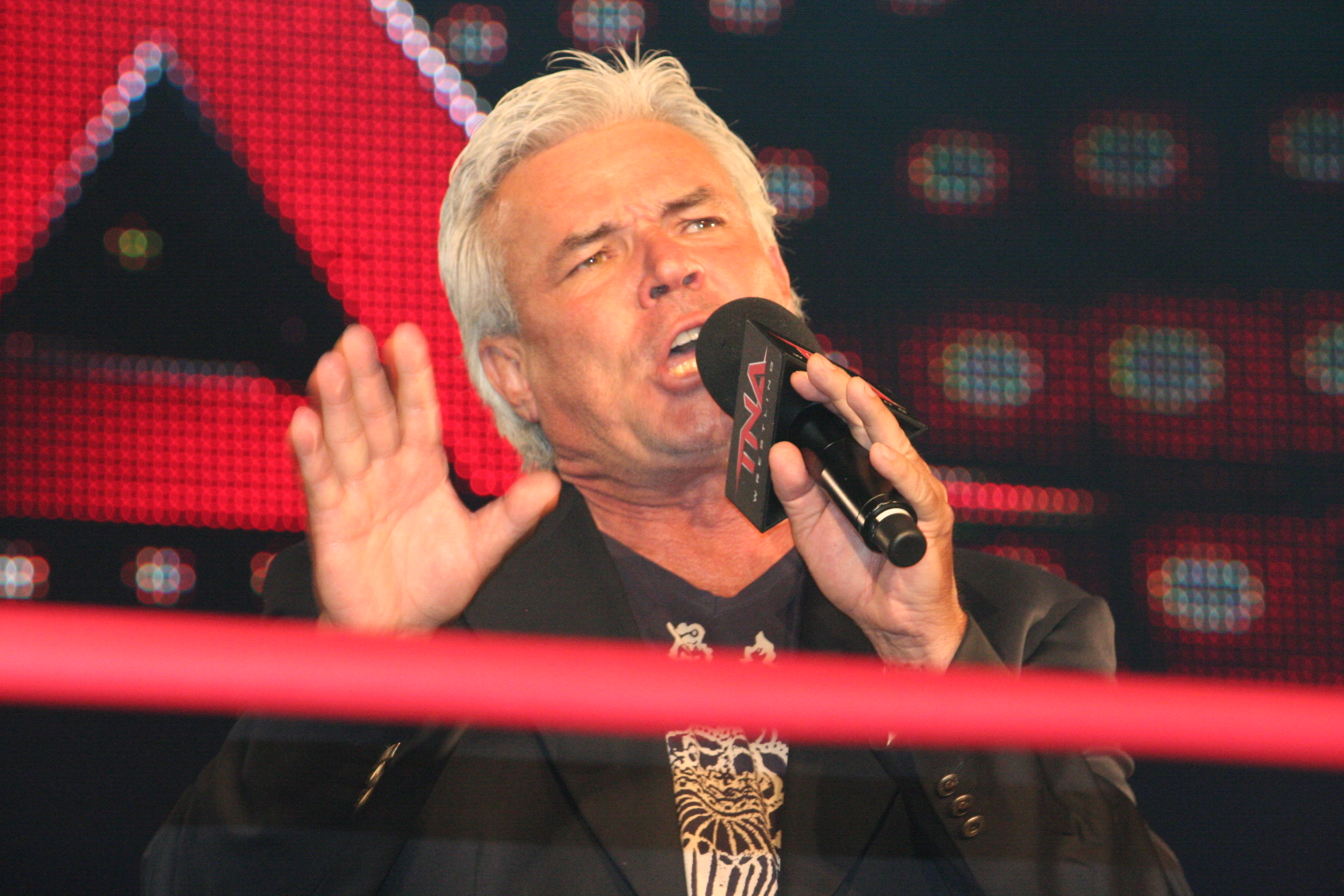
Bischoff en julio de 2010.

En octubre de 2009, Bischoff ayudó a negociar un acuerdo entre Total Nonstop Action Wrestling (TNA), Hulk Hogan y él mismo. Se estrenó junto a Hogan en el episodio del 4 de enero de 2010 de TNA Impact! como parte de una alianza para hacerse cargo y reconstruir la franquicia. Detrás de escena, también fue nombrado productor ejecutivo de TNA.
A pesar de ser todo un heel al tratar con gente como Jeff Jarrett, Mick Foley y Abyss, Bischoff arbitró su primer combate de TNA en Against All Odds, favoreciendo al retador Samoa Joe sobre el campeón AJ Styles, quien retuvo el Campeonato Mundial Peso Pesado de TNA. Durante ese combate, atacaría al manager de Styles, Ric Flair, después de que él interfiriera en el combate, pero la distracción llevó a Styles a retener. En el episodio del 15 de marzo de Impact! Bischoff intentó afeitar a Foley como castigo por tratar de ayudar a Jarrett en un Handicap match la semana anterior, pero él mismo se afeitó cuando Foley le dio la vuelta.  En el evento Lockdown, Bischoff cambió a face al ayudar al Team Hogan a derrotar al Team Flair en el Lethal Lockdown match.  Los meses siguientes, Bischoff se unió a Hogan, Jarrett y Samoa Joe contra Sting y Kevin Nash, quienes afirmaron que sabían que Bischoff y Hogan conspiraban contra ellos. Por su parte, Abyss se rebeló contra Hogan y se enfureció, lo que incluyó atacar al Campeón Mundial Pesado de TNA, Rob Van Dam, hasta el punto de que este se vio obligado a dejar vacante el título, mientras afirmaba que estaba controlado por alguna entidad, que era llegando a TNA. Después de arremeter contra la presidenta de TNA, Dixie Carter en el episodio del 7 de octubre de Impact!, Bischoff presentó el papeleo que habría despedido a Abyss después de su combate con Rob Van Dam en Bound for Glory, que luego procedió a firmar.
En Bound for Glory, Bischoff nuevamente cambió a heel ya que tanto él como Hulk Hogan ayudaron a Jeff Hardy a ganar el Campeonato Mundial Pesado de TNA que se encontraba vacante. Bischoff, Hogan y Hardy luego se alinearon con Abyss y Jeff Jarrett. En el siguiente episodio de Impact! se reveló que Bischoff había estafado a Carter y el papeleo que ella había firmado no era para liberar a Abyss, sino para entregarle la compañía a él y a Hogan. Mientras tanto, el nuevo stable de Bischoff pasó a llamarse Inmortal, formando una alianza con Fortune. En el episodio del 4 de noviembre de Impact!, Bischoff compitió por primera vez en TNA, desafiando a Ken Anderson cuyo ganador optaría a un combate por el Campeonato Mundial Pesado de TNA, solo para que Matt Morgan tomara su lugar y venciera a Bischoff para convertirse en el contendiente número uno. Dixie Carter regresó a finales de noviembre, informando a Inmortal que un juez había presentado una orden judicial contra los ellos en su nombre por no tener autoridad de firma, suspendiendo indefinidamente a Hogan de TNA. En la edición del 3 de febrero de 2011 (grabado el 31 de enero) de Impact!, Fortune traicionó a Immortal, explicando que no iban a dejar que TNA sufriera el mismo destino que WCW hace una década. Hogan, después de haber ganado la batalla judicial contra Dixie, regresó a TNA en el episodio del 3 de marzo, declarándose nuevo titular de la promoción.
Sin embargo, en el episodio del 12 de mayo del recién renombrado Impact Wrestling, Immortal perdió el control del programa ante Mick Foley, quien se reveló como el consultor de Network, que había estado causando problemas a Immortal desde que Bischoff y Hogan se hicieron cargo de la compañía. La storyline quedaría inconclusa debido a la salida de Foley. A fines de mayo, Bischoff declaró la guerra a la División X tras el despido legítimo de Jay Lethal, y luchó en su segundo combate de TNA, cuando se asoció con Matt Hardy derrotando a Generation Me (Jeremy y Max Buck). La historia concluyó el 11 de agosto, cuando Network devolvió la división a los luchadores originales de la X Division, después del éxito de Destination X, que vio a Abyss perder el Campeonato de la X Division ante The Brian Kendrick. El 6 de octubre, se informó que Bischoff había firmado una extensión de contrato con Impact. El 16 de octubre en Bound for Glory, después de perder el control de la compañía de nuevo ante Dixie Carter, Hogan traicionó al resto de Immortal al salvar a Sting de una paliza a manos de sus ahora excompañeros. Sting había ganado la lucha cuando el árbitro -quien anteriormente en el evento había sido revelado como el hijo de Bischoff en la vida real, Garett Bischoff- mandaría a sonar la campana. Esto llevaría a Eric atacar a su hijo con una silla, comenzando una rivalidad entre los dos.
El 15 de abril de 2012 en Lockdown, Eric y Garett fueron los respectivos capitanes de sus equipos en el Lethal Lockdown match. Garett ganó el partido para su equipo al inmovilizar a Eric, lo que obligó a su padre a salir de TNA en el proceso.
Después de Lockdown, Bischoff no apareció en Impact Wrestling y se centró en sus papeles tras bastidores. En octubre de 2013, TNA envió a Bischoff a casa para que no cumpliera el resto de su contrato, que expiró a principios de 2014. En mayo de 2015, Bischoff, su hijo Garett y su socio comercial Jason Hervey demandaron a TNA por salario impago. Durante una entrevista en agosto de 2016, cuando se le preguntó a Bischoff sobre la salida, dijo: "Trato de sacarlos a ambos de mi mente para no poder decírtelo. Sin comentarios. Estoy en el en medio de una demanda con ellos, así que realmente no puedo comentar". 
En 2019, Bischoff dijo sobre su carrera en TNA "en su mayor parte, es muy lamentable" y "mirando hacia atrás, desearía no haberlo hecho, con una o dos excepciones".

### WWE (2016-2020, 2021-2022)
En 2016, WWE lanzó un DVD y Blu-Ray sobre Bischoff; partes del documental fueron transmitidas en WWE Network. En 2017, Bischoff incorporó a Diamond Dallas Page al Salón de la Fama de la WWE.  En el 25 aniversario de Raw el 22 de enero de 2018, Bischoff hizo una aparición especial en el programa, durante un segmento con otros ex gerentes generales de Raw.
El 27 de junio de 2019, se anunció que Bischoff sería el primer director creativo de la marca SmackDown Live. El 22 de julio en Raw hizo una aparición en el especial de Raw Reunion en un segmento en el backstage junto a Eve Torres, Mike Kanellis y Maria. El 15 de octubre, se anunció que ya no estaba en el cargo de director ejecutivo, siendo reemplazado por Bruce Prichard, y con efecto inmediato había dejado la empresa. Según FOX, Bischoff fue puesto en libertad porque "[s]importantes promesas se hicieron que creemos que no se cumplieron".
En marzo de 2020, Bischoff reflejó su partida de WWE y dijo: "Sabía que dentro de seis semanas, ocho semanas, simplemente no iba a funcionar. [...] Sabía que no encajaba y no era un secreto. [...] Simplemente no estaba bien. [...] Tenía que encajar en el sistema y no pude hacerlo en el tiempo que tenía que hacerlo".
El 6 de abril de 2021, fue incluido al Salón de la Fama de la WWE, haciendo una aparición en WrestleMania 37.  También en el mismo año, apareció en el episodio del 27 de diciembre de Raw como el oficiante de la renovación de los votos de The Miz y Maryse. En el episodio del 21 de enero de 2022 de SmackDown, estuvo en un segmento entre bastidores con Adam Pearce y Sonya Deville.

### All Elite Wrestling (2020-2021)
Bischoff apareció en TNT por primera vez desde 2000 el 5 de agosto de 2020 cuando apareció en AEW Dynamite para moderar un debate entre Chris Jericho y Orange Cassidy. Se refirió a su aparición como un cameo y no ha firmado con la promoción. Sin embargo, Bischoff volvería más tarde a Dynamite el 28 de octubre de 2020 para hacer preguntas a Jericho y MJF durante una "Reunión del Ayuntamiento", provocando a los dos luchadores y preparando una pelea en AEW Full Gear.
Volvió a aparecer en el Dynamite del 3 de marzo de 2021 como parte de una conferencia de prensa de The Inner Circle. El 28 de mayo de 2021, Bischoff regresó a Dynamite organizando una fiesta para Inner Circle. Durante el evento, miembros del Inner Circle fueron emboscados por MJF y otros en The Pinnacle.

## Carrera como productor de televisión
Bischoff, con el actor Jason Hervey, dirigió su propia compañía de producción, Bischoff-Hervey Entertainment, que produjo principalmente programas de telerrealidad, hasta 2017. Produjeron un evento de pago por evento en vivo de Girls Gone Wild desde Florida en 2003 con WWE y otro evento PPV sobre el rally de motocicletas de Sturgis, Dakota del Sur en 2004. También fueron productores ejecutivos de los programas de telerrealidad de VH1 Scott Baio tiene 45 años... y es soltero, Scott Baio tiene 46 años... y está embarazada, Quiero ser un Hilton, y Confessions of a Teen Idol, junto con el programa de CMT Billy Ray Cyrus...Home At Last. 
Bischoff-Hervey Productions también produjo un reality show de lucha libre llamado Celebrity Championship Wrestling de Hulk Hogan en el que 10 celebridades fueron entrenadas para luchar y una celebridad es eliminada semanalmente. Bischoff también apareció como uno de los jueces del programa. 
En noviembre de 2009, Bischoff ayudó a producir la gira Hulkamania: Let The Battle Begin de Hogan a Australia. Bischoff también tenía un programa en desarrollo con Food Network llamado "Food Fight", donde los luchadores profesionales se enfrentan a chefs famosos en la cocina y luego forman equipo con ellos en un combate de lucha libre. 
En enero de 2013, Bischoff y Hervey produjeron la serie de televisión Hardcore Pawn: Chicago.

## Vida personal
Antes de ingresar a la lucha libre profesional, Bischoff tuvo varias ocupaciones. Actuó en un vídeo de capacitación para empleados bancarios sobre prácticas justas de préstamos, era dueño de una exitosa empresa de construcción de jardines, trabajaba como asistente veterinario, compitió como kickboxer profesional y dirigió una carnicería, donde vendía carne a través de una camioneta. Hulk Hogan se referiría a esta época de su vida durante su promo en 1996 al final del evento de pago por visión de la WCW Bash at the Beach diciendo: "Si no fuera por Hulk Hogan, Eric Bischoff todavía estaría vendiendo carne desde un camión en Minneapolis".
Bischoff tiene casas en Cody, Wyoming; Scottsdale, Arizona; Stamford, Connecticut; y Los Ángeles, California con su esposa, Loree (casado desde 1984). Tiene dos hijos: Garett (nacido el 20 de abril de 1984); y Montana (nacida el 7 de noviembre de 1985). Garett, bajo el nombre de Jackson James, hizo su debut en TNA el 7 de noviembre de 2010, como árbitro en Turning Point, antes de convertirse en luchador con su nombre real.
El 5 de mayo de 2011, Bischoff anunció que iniciaría una empresa cervecera ubicada en Cody, Wyoming. Su primera bebida, llamada Buffalo Bill Cody Beer, presentaba el lema "El espíritu del salvaje oeste".
El 27 de julio de 2016, Bischoff estrenó su primer programa de podcast, Bischoff on Wrestling, en MLW Radio. Después del 17 de octubre de 2017, abandonó el programa debido a que le faltaba dinero. En abril de 2018, Bischoff volvió a los podcasts con 83 Weeks with Eric Bischoff junto al coanfitrión, Conrad Thompson.
Bischoff es fanático desde hace mucho tiempo de la jamband Phish con sede en Vermont y recopila grabaciones en vivo de sus conciertos.

## Legado
Bischoff es una de las figuras más polarizadoras y controvertidas en la historia de la lucha libre profesional. Jugó un papel decisivo en la creación del stable New World Order, que desempeñó un papel importante en el éxito y el apogeo de la WCW durante las Monday Night Wars.  Mike Johnson de Pro Wrestling Insider escribió: "Su lugar en la historia es este y siempre será este: es la única persona que vino y pateó a Vince McMahon lo suficientemente fuerte como para obligar al producto de WWF a evolucionar y mejorar. No no importa si ganó el indice de audiencia durante 83 semanas o una semana, su legado es que hizo que la lucha libre profesional cambiara para mejor a mediados de la década de 1990". Sin embargo, RD Reynolds y Bryan Alvarez, los autores del libro llamado La muerte de WCW, fueron críticos con muchas de las decisiones que tomó Bischoff al frente de la empresa y creen que contribuyó a su declive.
Bischoff es descrito por WWE como un "pionero detrás de escena en el entretenimiento deportivo, así como un artista increíblemente entretenido frente a la cámara", afirmando además que logró "el éxito en todos los lugares en los que estuvo en el negocio".
Aunque criticó el tiempo que pasaron trabajando juntos en WCW y TNA, el ex escritor creativo Vince Russo dijo que Bischoff ha "contribuido [a la lucha libre profesional] de una manera tremenda... Saliendo todo el camino volver a sus inicios en la AWA".
Tony Khan, uno de los dueños de All Elite Wrestling, le da crédito a Bischoff por allanar el camino para su promoción, afirmando que "no estaría aquí y no habría AEW sin [Bischoff] y no habría lucha libre en TNT en este momento sin [él]".

## En lucha
- Movimientos finales
  - Roundhouse kick
  - Superkick

- Movimientos de firma
  - Golden Gate Swing (Swinging fisherman suplex)
  - Múltiples taekwondo kicks y punches
  - Sleeper hold
  - Big boot

- Mánager
  - Miss Elizabeth

- Luchadores dirigidos
  - Hollywood Hogan
  - The New Blood
  - nWo
  - 3-Minute Warning
  - Chris Jericho
  - Kurt Angle
  - Stephanie McMahon

- Apodos
  - Easy "E"

## Campeonatos y logros
- World Championship Wrestling

- WCW Hardcore Championship (1 vez)

- World Wrestling Entertainment/WWE

- WWE Hall of Fame (2021)

- Wrestling Observer Newsletter awards

- Mejor personaje (1996) – nWo
- Mejor rivalidad del año (1996) – New World Order vs. World Championship Wrestling
- Mejor no luchador (2005)

- Pro Wrestling Illustrated

- PWI Feud of the Year en 1996 vs. Vince McMahon
- PWI Feud of the Year en 2002 vs Stephanie McMahon